# Unelte subacvatice
Uneltele subacvatice sunt scule sau dispozitive cu ajutorul cărora scafandrii pot executa diferite lucrări sub apă.
Majoritatea uneltelor acționate mecanic (pneumatice sau hidraulice) utilizate la suprafață pot fi folosite, cu unele adaptări, și de către scafandri la efectuarea de lucrări tehnice sub apă. Există și unelte acționate mecanic special concepute numai pentru utilizare subacvatică.
Portelectrodul utilizat pentru tăiere și sudare subacvatică este tot o unealtă subacvatică.
Uneltele acționate mecanic utilizate la efectuarea de lucrări subacvatice pot fi de două tipuri: 

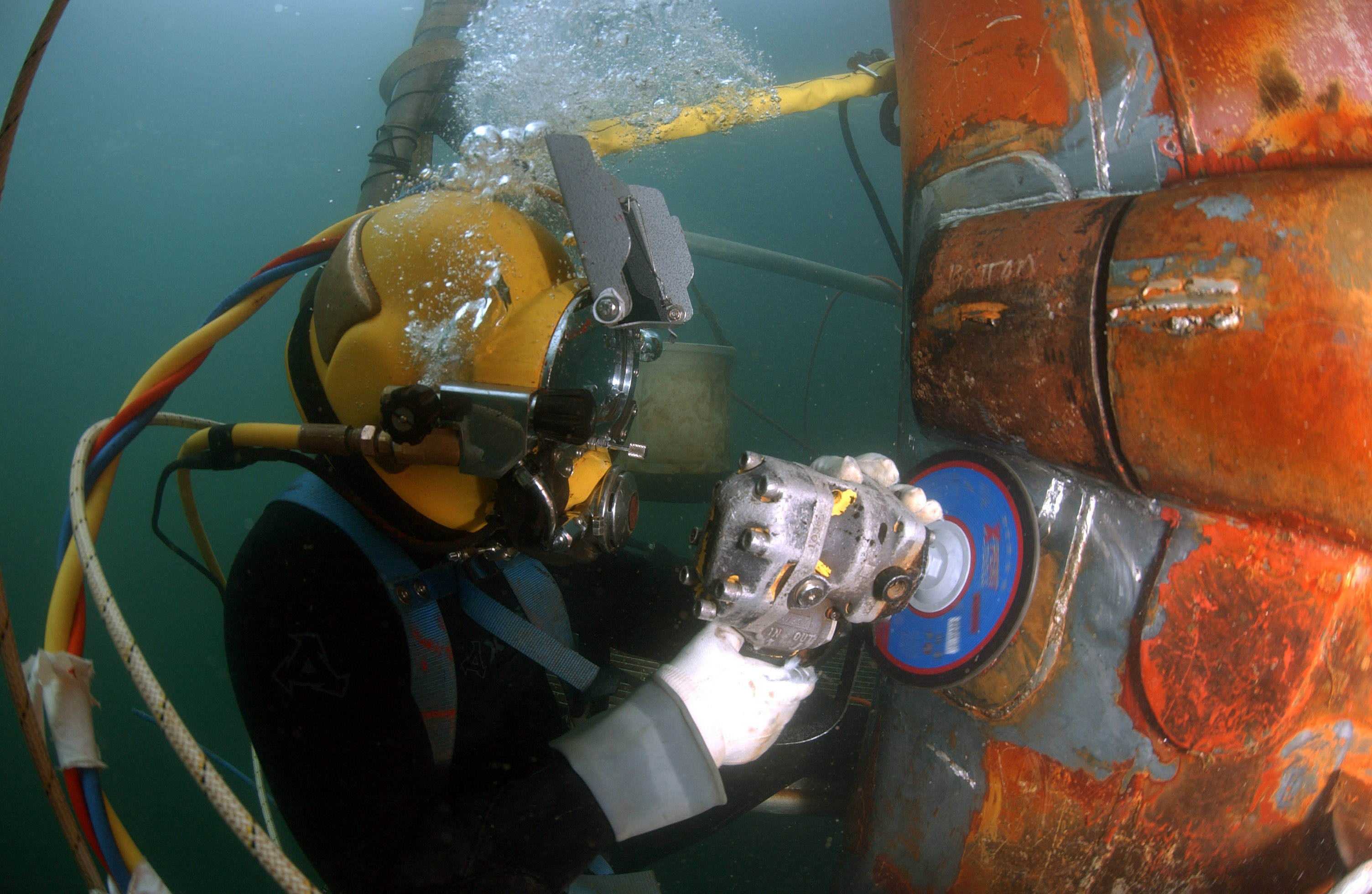
Scafandru ce utilizează o unealtă subacvatică rotativă

- unelte acționate pneumatic,
- unelte acționate hidraulic.

## Unelte acționate pneumatic
Uneltele pneumatice sunt utilizate pentru diverse lucrări sub apă, până la adâncimea de aproximativ 45 m. 
Uneltele pneumatice necesită un debit relativ mare de aer furnizat la presiune medie. 
Sursa de acționare pneumatică o reprezintă un compresor de aer mobil, care furnizează aer comprimat la o presiune de maximum 10 bar (sc.man.), la un debit de 10...13 m3/min, cu care se poate alimenta simultan mai multe unelte. Uneltele trebuie alimentate la o presiune egală cu suma dintre presiunea normală de funcționare și presiunea exterioară a apei.
Aerul comprimat este furnizat către unealta pneumatică printr-un furtun flexibil din cauciuc cu lungimea de 15 m, cu un diametru exterior de aproximativ 50 mm și prevăzut cu piese de cuplare rapidă la ambele capete. Cuplele rapide au la interior o garnitură pentru etanșare. Pentru obținerea lungimii de furtun dorite, se cuplează mai multe furtunuri cu lungimi de 15 m fiecare.
Uneltele acționate pneumatic pot fi: 
- unelte pneumatice rotative,
- unelte pneumatice percutante sau rotopercutante.

### Unelte pneumatice rotative
În funcție de scula fixată la unealta rotativă uneltele pneumatice rotative pot fi: 
- unelte de găurire - la care sunt fixate burghie, se pot realiza sub apă găuri cu diametre de max. 50 mm,
- unelte de curățare cu perii rotative - sunt utilizate perii din sârmă de oțel în formă de cupă, pentru operații subacvatice de curățare fină a suprafețelor metalice de depuneri marine și a îmbinărilor sudate pentru a fi verificate prin control nedestructiv (NDT).
- unelte de tăiere cu discuri abrazive - pentru tăierea diferitelor obiecte submerse cum ar fi conducte, cabluri, lanțuri, arbori, buloane etc. Abrazivul din care sunt fabricate discurile poate fi electrocorindon (pentru oțeluri speciale, inoxidabile și fonte) sau carbură de siliciu (pentru metale neferoase). Grosimea metalului care poate fi taiat cu discul abraziv este de maximum 40...50 mm.
- unelte de polizare - ce folosesc pietre de polizor
- unelte de înșurubare. [nefuncțională]

### Unelte pneumatice percutante

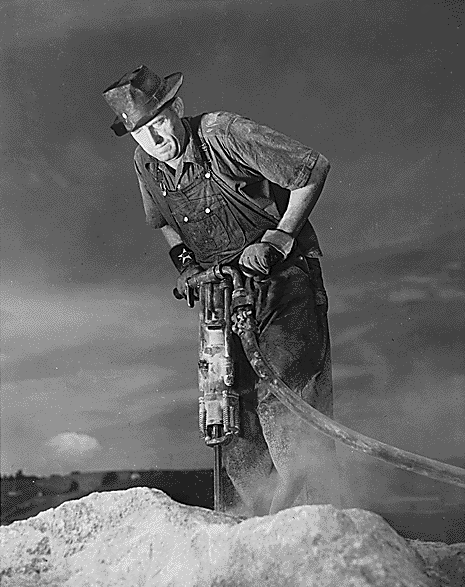
Ciocan pneumatic

Uneltele pneumatice percutante sau rotopercutante au o acțiune de perforare și pot fi: 
- ciocane percutoare sau picamere,
- dălți mecanice pentru curățarea unor suprafețe etc.

Sculele cu care se execută percutarea se numesc șpițuri și pot avea diferite forme și dimensiuni. 
Mișcarea percutantă sau rotopercutantă este dată de aerul comprimat care pătrunde într-o carcasă acționând un piston care vibrează și pune în mișcare unealta. Pistonul se deplaseaza în jos, trece de o supapă de evacuare lasând aerul să iasă în exterior, apoi se deplasează înapoi în sus, în carcasă.
Uneltele pneumatice percutante sunt de dimensiuni mai mari și mai grele, necesitând un efort mai mare din partea scafandrului. 
Datorită utilizării sub apă, uneltele pneumatice necesită lubrifiere ce se poate realiza prin următoarele metode:
- de la compresor :se realizează cu ajutorul unei site de filtrare peste care trece aerul comprimat,
- ungător în linie :este un dispozitiv cuplat cu un furtun la compresor și cu un alt furtun la unealta pneumatică,
- prin ungerea uneltei pneumatice :unele tipuri de unelte pneumatice sunt prevăzute cu un orificiu special conceput pentru ungere, prin care se toarnă ulei,
- prin scoaterea din apă a uneltei pneumatice :se toarnă ulei pe furtun către unealtă.

În cazul utilizării uneltelor pneumatice sub apă la temperaturi scăzute, se folosește un dozator de alcool. Dozatorul se montează la furtunul de aer comprimat pentru a proteja uneltele de înghețul apărut în urma condensului.

## Unelte acționate hidraulic
Uneltele acționate hidraulic prezintă mai multe avantaje față de uneltele acționate pneumatic:
- puteri mai mari de lucru,
- sunt multifuncționale,
- necesită mai puține operațiuni de întreținere,
- funcționează în circuit închis,
- durată de funcționare mai mare,
- asigură control al turației și puterii de acționare;
- adâncimea de lucru mult mai mare (aproximativ 150 m, în cazul în care pompa hidraulica este situată la suprafață),
- nu produc bule de aer care reduc vizibilitatea scafandrului;
- sunt mai silențioase.

Pentru funcționare, aerul este înlocuit cu un ulei special pompat la presiune printr-un furtun flexibil de la o pompă hidraulică care poate fi acționată mecanic, prin intermediul unui motor termic sau electric. [nefuncțională]

Uneltele actionate hidraulic pot fi:
- unelte hidraulice rotative,
- unelte hidraulice perforatoare.
- alte unelte hidraulice.

### Unelte hidraulice rotative
Uneltele hidraulice rotative în funcție de utilizare pot fi: 
- unelte de găurire, [nefuncțională]
- unelte de polizare, [nefuncțională]
- chei cu șocuri, [nefuncțională]
- unelte pentru tăiere (fierăstraie mecanice) [nefuncțională]

### Unelte hidraulice perforatoare
Uneltele hidraulice perforatoare au o acțiune de perforare sau de secționare și pot fi: 
- ciocane perforatoare, [nefuncțională]
- ciocane vibratoare (dălți mecanice),
- foarfece-ghilotină pentru tăiat parâme metalice sau lanțuri. [nefuncțională]

La lucrările efectuate la adâncimi mari, datorită lungimii mari a furtunurilor, pierderea de presiune este importantă ducând la micșorarea randamentului de funcționare a uneltei. Pentru micșorarea pierderilor de presiune și mărirea randamentului uneltei, se utilizează un sistem submersibil numit centrală hidraulică.
Motorul electric al centralei hidraulice poate fi alimentat cu energie electrică prin cablu, direct de la suprafață, sau prin intermediul turelei de scufundare în cazul unei scufundări de sistem. În felul acesta, lungimea furtunului hidraulic de alimentare a uneltei este menținută la o valoare minimă, reducând pierderile de sarcină din sistem.
Elementele componente ale unei centrale hidraulice sunt:
- rezervor cu ulei hidraulic,
- filtru grosier,
- filtru fin (10 microni),
- manometru de control,
- acumulator: (este un mic rezervor din oțel, de înaltă presiune, prevăzut la interior cu un strat de neopren flexibil sub forma unui sac (burduf); spațiul dintre neopren și peretele cilindrului este umplut cu azot la presiunea de 100 bar (sc. man.); uleiul hidraulic de înaltă presiune umple sacul comprimând azotul, iar micrile burdufului absorb pulsațiile din curentul de ulei; în circuit mai este inclus și o supapă de siguranță pentru a limita presiunea maximă admisă.
- furtunuri cu cuple rapide și supapae de sens unic,

### Alte unelte hidraulice
Există și alte unelte hidraulice utilizate la lucrări subacvatice dintre care pot fi menționate: brusch-cart-ul, lancea de apă de înaltă presiune, lancea de apă de joasă presiune și cheia dinamometrică acționată hidraulic.
Brusch-cart
Brusch-cart-ul este o unealtă hidraulică utilizată sub apă la curățarea epibiozei de pe opera vie a navelor. Epibioza este formată din scoici care se prind de bordajul operei vii a navei formând un strat de depuneri care favorizează coroziunea și mărește rezistența la înaintare a navei. [nefuncțională]
Brusch-cart-ul este alcătuit din:
- grup de perii rotative din sârmă de oțel acționate hidraulic ,
- sistem hidraulic pentru deplasarea lor pe carena navelor,
- aspirator pentru resturile desprinse.

Brusch-cart-ul este conceput astfel încât să aibă o flotabilitate nulă sub apă și să poată fi manevrat cu ușurință de către un singur scafandru. Un scafandru poate curăța cu un brusch-cart aproximativ 300 m2/oră.
Lance de apă de înaltă presiune
Lancea de apă de înaltă presiune este utilizată la diverse lucrări sub apă pentru îndepărtarea epibiozei de pe suprafețe metalice sau pentru curățirea până la metal alb în vederea unei inspecții ulterioare, prin control nedistructiv. [nefuncțională]

Apa este furnizată de la suprafață prin intermediul unei pompe de înaltă presiune (700...1400 bar) aflată la suprafață. Apa la presiune înaltă este trimisă către lancea manevrată de către scafandru, printr-o duză cu formă specială aflată la unul din capete, formând un jet puternic.
Cu cât orificiul duzei este mai mic, cu atât jetul de apă are la ieșire o viteză mai mare și fiind mai puternic, efectul de curățare mai ridicat, sporind randamentul lancei de apă. 
În tabel se dau criterii de alegere a duzei în funcție de diametrul orificiului acesteia, debitul de apă, presiunea jetului de apă lansat din duză, precum și puterea necesară pompei.
| Diametru duză (mm) | Debit apă (l/min) | Presiune (bar) | Putere pompă (CP) |
| ------------------ | ----------------- | -------------- | ----------------- |
| 3,15               | 566               | 140            | 23                |
| 2,75               | 481               | 185            | 27                |
| 2,36               | 439               | 245            | 30                |
| 1,97               | 354               | 350            | 37                |
| 1,57               | 283               | 560            | 47                |
| 1,3                | 241               | 700            | 55                |
| 1,18               | 212               | 840            | 60                |
| 0,78               | 142               | 1400           | 85                |

Pentru a contracara efectul puternic de recul al jetului de apă, lancea este prevăzută fie cu o supapă de siguranță care scade presiunea jetului atunci când scafandrul oprește lancea, fie cu refulare la partea opusă.
Efectul de recul al jetului de apă este cu atât mai mare cu cât diametrul duzei este mai mic iar presiunea apei mai mare.
Randamentul lancei de apă poate depinde de următorii factori:
- pierdere de 50% datorată jetului refulat,
- oboseala scafandrului,
- posibila încurcare a furtunului ombilical al scafandrului.

Datorită pierderii de 50% prin jetul refulat, pompele pentru lancea de apă de înaltă presiune trebuie să aibă cel puțin 160 CP.
Lance de apă de joasă presiune
Lancea de apă de joasă presiune  este utilizată la diverse lucrări sub apă ca degajări și decolmatări. [nefuncțională]

Lancea de apă de joasă presiune asigură un jet de apă fiind alimentată, prin intermediul unor furtunuri, de la o pompă de presiune mai joasă (circa 28 bar).  Arhivat în 28 iulie 2007, la Wayback Machine.
Furtunurile au un diametru interior de 51 mm  și 64 mm , lungimea de 10...20 m, iar la capete, sunt prevăzute cu cuplaje speciale pentru formarea lungimii necesare. Pot fi cauciucate sau necauciucate și sunt confecționate din fire de in, bumbac sau din fire combinate. Furtunurile cauciucate au în interior un strat fin de cauciuc care se aplică pe estura furtunului pentru a rezista la diferite presiuni. 
Furtunurile se deosebesc după aspectul exterior, prin numărul de fire colorate intercalate în țesătură sub forma unor fâșii exterioare, pe întreaga lungime a furtunului.
Cheie dinamometrică
Cheia dinamometrică sau mașina torsiometrică este o unealtă acționat hidraulic. Sistemul complet de acționare este alcătuit din: 
- sursa de alimentare hidraulică,
- cheie dinamometrică,
- furtunuri hidraulice,
- tablou de măsură și control.

Cheia dinamometrică este utilizată în special pentru înșurubarea sau desfacerea piulițelor și a bolturilor cu cap hexagonal al flanșelor instalațiilor submarine, ca prevenitorul de erupție, capul de producție, branșamentele conductelor etc, ce necesită aplicarea unei forțe sporite și egal repartizată. 
Cheia dinamometrică este de construcție monobloc și aplică momente de forță de până la 65000 Nm sau chiar mai mult. Momentul necesar strângerii este reglat și controlat pe tabloul de măsurare și control aflat la suprafață, unealta efectuând operațiunea de strângere până la valoarea acestui moment prestabilit.
Cheia dinamometric este prevzută cu un umăr de sprijin cu care se reazemă pe piulița alăturată, iar brațul cheii este orientabil la 360° putându-se sprijini și pe suprafețe curbe.

## Firme producătoare
- Instalații de spălare cu apă la înaltă presiune Arhivat în 8 octombrie 2008, la Wayback Machine.
- Woma.ro Arhivat în 28 decembrie 2008, la Wayback Machine.
- Armadahull
- Barnacle Bill's Hull Cleaning
- Nlb Corp. Arhivat în 4 noiembrie 2008, la Wayback Machine.
- Bmf Torque Wrench
- Torcup Arhivat în 8 august 2008, la Wayback Machine.
- Hytorc
- Stanley Arhivat în 7 august 2011, la Wayback Machine.
- Ingersoll Rand
- Air Tools